# Gobiesox milleri
Gobiesox milleri  — вид риб родини Присоскоперові (Gobiesocidae).Вид зустрічається на сході Тихого океану біля берегів Коста-Рики.